# Davide Cali
Davide Calì (ur. 1972, Liestal) – włoski (urodzony w Szwajcarii) autor książek dla dzieci. Pisze po francusku, angielsku i włosku.

## Życiorys
Karierę rozpoczął w 1994 roku jako autor komiksów we włoskim magazynie Linus. Twórczością dla dzieci zajmuje się od 2000 roku. Jego książki zostały wydane w 30 krajach, a bestseller Nie odrobiłem lekcji bo... (I didn't do my homework because...) doczekał się 50 edycji. Jest również gitarzystą, założycielem zespołu The Bacon Brothers. W Polsce jego książki ukazują się od 2005 roku.

## Polskie przekłady
| L.p. | Tytuł polski                   | Tytuł oryginalny                            | Ilustracje         | Tłumaczenie                  | Rok pierwszego wydania w Polsce | Wydawca                  | ISBN              |
| ---- | ------------------------------ | ------------------------------------------- | ------------------ | ---------------------------- | ------------------------------- | ------------------------ | ----------------- |
| 1    | A ja czekam...                 | Moi, j'attends...                           | Serge Bloch        | Julian Kutyła                | 2005                            | Hokus-Pokus              |                   |
| 2    | Tata na miarę                  | Un papa sur mesure                          | Anna Laura Cantone | Zuzanna Naczyńska            | 2007                            | Wydawnictwo Egmont       |                   |
| 3    | Nie odrobiłem lekcji, bo...    | I didn't do my homework because…            | Benjamin Chaud     | Jadwiga Jędryas              | 2013                            | Wydawnictwo Dwie Siostry |                   |
| 4    | Wróg                           | L'ennemi                                    | Serge Bloch        | Katarzyna Skalska            | 2014                            | Wydawnictwo Zakamarki    | 978-83-7776-080-2 |
| 5    | Spóźniłem się do szkoły, bo... | A funny thing happened on the way to school | Benjamin Chaud     | Jadwiga Jędryas              | 2015                            | Wydawnictwo Dwie Siostry |                   |
| 6    | Top Car                        | Top Car                                     | Sebastien Mourrain | Paweł Łapiński               | 2019                            | Wydawnictwo Kinderkulka  |                   |
| 7    | Wyspa Cieni                    | L'isola delle ombre                         | Claudia Palmarucci | Ewa Nicewicz                 | 2021                            | Polarny Lis              |                   |
| 8    | Sprzedawca szczęścia           | Il venditore di felicità                    | Marco Somà         | Agnieszka Liszka-Drążkiewicz | 2022                            | Adamada                  |                   |
| 9    | Duży problem                   | Un léger goût de mangue                     | Marco Somà         | Ewa Nicewicz                 | 2023                            | Tako                     | 978-83-65480-84-2 |
| 10   | Głosujcie na Wilka!            | Votez Leloup!                               | Magali Clavelet    | Katarzyna Skalska            | 2023                            | Wydawnictwo Zakamarki    | 978-83-7776-251-6 |